# Aquiles Serdán 2da. Sección, Huimanguillo
Aquiles Serdán 2da. Sección är en ort i Mexiko.   Den ligger i kommunen Huimanguillo och delstaten Tabasco, i den sydöstra delen av landet, 500 km öster om huvudstaden Mexico City. Aquiles Serdán 2da. Sección ligger 11 meter över havet och antalet invånare är 161.
Terrängen runt Aquiles Serdán 2da. Sección är mycket platt. Havet är nära Aquiles Serdán 2da. Sección åt nordväst. Runt Aquiles Serdán 2da. Sección är det ganska glesbefolkat, med 45 invånare per kvadratkilometer. Närmaste större samhälle är Agua Dulce, 6,3 km sydväst om Aquiles Serdán 2da. Sección. I omgivningarna runt Aquiles Serdán 2da. Sección växer i huvudsak städsegrön lövskog.